# 1495
1495 је била проста година.

## Смрти

### Јануар
- 25. октобар — Жоао II Португалски, краљ Португалије